# 野淵龍潜
野淵 龍潜（のぶち りょうせん、1842年〈天保12年〉1月13日 - 1909年〈明治42年〉1月12日）は、日本の教育者、考古学者。

## 人物・経歴
1842年1月13日、摂津国東成郡天王寺村（今の大阪市内）にて野淵徳成の二男として誕生。1872年7月における日置荘西村啓蒙学館（今の堺市立日置荘小学校）の教員委嘱を皮切りに、河州八尾学校（今の八尾市立志紀小学校）、西成郡難波高等小学校（今の大阪市立難波元町小学校）などに在勤。1887年12月28日、奈良県属になり、第二部学務課に勤務。1892年8月5日、正倉院宝庫取締事務取扱を担当。1894年12月27日、奈良公園内社寺宝物及名所旧蹟取調主任になり、翌年6月5日から奈良国立博物館書記を兼任。1898年にキリル・ウラジーミロヴィチ、1906年にアーサー・オブ・コノートが奈良県を訪問した際、付接待委員を務める。

## 栄典
- 1896年（明治29年）11月15日 - 日本赤十字社特別社員章[2]

## 著作
- 『日本略史字解』、藤田文華堂、1880年。
- 『初等科小学用作文教授書』(2巻)、有則軒、1882年。※原田卯七郎と共編。
- 『大和國古墳墓取調書』、1893年。※由良大和古代文化研究協会『大和國古墳墓取調書』として1985年10月に復刻。
- 「大和五条野古墳墓考」『考古界』5(2)、考古学会、1905年。

## 関連人物
- 野淵昶（孫）舞台演出家、映画監督。龍潜が1909年に没するまで奈良市花芝町で育てられた。
- 野淵三治（孫）日本碍子社長。『大和粉雪 : 野渕三治遺稿集』（日本碍子、1972年）所収の「父と母」にて龍潜に言及。